# Colours in the Road Tour
Colours in the Road Tour es la tercera gira mundial de la soprano Tarja Turunen comenzó en Olomouc, República Checa, el 17 de octubre de 2013. Tarja actuó en solo 1 festival ese año, esto es en el Metal Female Voices Festival en Bélgica. Interpretó "Over the Hills and Far Away" como dúo con la vocalista de Nightwish, Floor Jansen. Los espectáculos de 2013 duraron hasta noviembre. A partir de diciembre, comenzó su gira navideña y tocó en diferentes iglesias de toda Finlandia hasta el 22 de ese mes. El recorrido mundial de Colours in the Road Tour continuó el 28 de enero de 2014.
El 2 de agosto de 2014, Tarja se unió a Van Canto en el Wacken Open Air en Alemania, cantando 2 canciones con ellos: Anteroom of Death y Wishmaster.

## Actos de aperturas
- Scala Mercalli, banda italiana  (19–23 de octubre de 2013)
- Hollow Haze, banda Italiana  (25 de octubre de 2013)
- Teodasia, banda Italiana (26 octubre - 4 de noviembre de 2013) [1]
- Sorronia, banda de Hungría(28 de enero- 1 de febrero de 2014 y 15–16 de febrero de 2014) [2]
- Elyose, banda francesa (3–13 de febrero de 2014) [3]
- Ayin Aleph, banda americana (15–26 de marzo de 2014) [4]
- Mad Old Lady, banda brasilera, (11–15 de septiembre de 2014)
- Abrantasia, banda argentina (19 de septiembre de 2014) [5]
- Crimson Blue, banda rusa (31 de octubre - 20 de noviembre de 2014) [6]
- Mad Old Lady, banda brasilera (24 de octubre de 2015)
- Martina Edoff, cantante sueca (14 de noviembre de 2015)
- Asspera, banda argentina (14 de noviembre de 2015)

## Lista de canciones
| My Winter Storm - I Walk Alone - Sing for Me - Damned and Divine - Die Alive - Ciarán's Well - Calling Grace What Lies Beneath - Anteroom of Death - Until My Last Breath - Dark Star - Little Lies - In for a Kill - Falling Awake Colours in the Dark - Victim of Ritual - 500 Letters - Never Enough - Mystique Voyage - Darkness (cover de Peter Gabriel) - Deliverance - Neverlight - Until Silence - Medusa The Brightest Void - No Bitter End - Goldfinger (cover deJohn Barry) | - Wish I Had an Angel - Slaying The Dreamer - Over the Hills and Far Away (Gary Moore) - Phantom of the Opera (Andrew Lloyd Webber) |

## Fechas
| Fecha                    | Ciudad             | País            | Estadio                     |        |        |        |
| Europa                   | Europa             | Europa          | Europa                      | Europa | Europa | Europa |
| ------------------------ | ------------------ | --------------- | --------------------------- | ------ | ------ | ------ |
| 17 de octubre de 2013    | Olomouc            | República Checa | Palackeho University Arena  |        |        |        |
| 19 de octubre de 2013    | Berlín             | Alemania        | Huxley's Club               |        |        |        |
| 20 de octubre de 2013    | Wieze              | Bélgica         | Metal Female Voices Fest    |        |        |        |
| 22 de octubre de 2013    | Hamburgo           | Alemania        | Docks Club                  |        |        |        |
| 23 de octubre de 2013    | Dortmund           | Alemania        | FZW Club                    |        |        |        |
| 25 de octubre de 2013    | Karlsruhe          | Alemania        | Durlach Festhalle           |        |        |        |
| 26 de octubre de 2013    | Múnich             | Alemania        | Backstage Club              |        |        |        |
| 27 de octubre de 2013    | Viena              | Austria         | Arena                       |        |        |        |
| 29 de octubre de 2013    | Basel              | Suiza           | Z7 Club                     |        |        |        |
| 30 de octubre de 2013    | Núremberg          | Alemania        | Löwensaal                   |        |        |        |
| 1 de noviembre de 2013   | Leipzig            | Alemania        | Haus Auensee                |        |        |        |
| 2 de noviembre de 2013   | Cologne            | Alemania        | Gloria Club                 |        |        |        |
| 4 de noviembre de 2013   | París              | Francia         | Bataclan Theatre            |        |        |        |
| Europa 2                 |                    |                 |                             |        |        |        |
| 28 de enero de 2014      | Lisboa             | Portugal        | Aula Magna                  |        |        |        |
| 29 de enero de 2014      | Madrid             | España          | Arena                       |        |        |        |
| 31 de enero de 2014      | Bilbao             | España          | Santana 27                  |        |        |        |
| 1 de febrero de 2014     | Barcelona          | España          | Salamandra 1                |        |        |        |
| 3 de febrero de 2014     | Toulouse           | Francia         | Le Bikini                   |        |        |        |
| 4 de febrero de 2014     | Marsella           | Francia         | Julien Space                |        |        |        |
| 6 de febrero de 2014     | Lyon               | Francia         | Le Transbordeur             |        |        |        |
| 7 de febrero de 2014     | Burdeos            | Francia         | Krakatoa Club               |        |        |        |
| 9 de febrero de 2014     | Lille              | Francia         | Le Splendid                 |        |        |        |
| 10 de febrero de 2014    | Londres            | Reino Unido     | O2 Academy Islington        |        |        |        |
| 12 de febrero de 2014    | Nottingham         | Reino Unido     | Rock City Club              |        |        |        |
| 13 de febrero de 2014    | Ámsterdam          | Países Bajos    | Melkweg Hall                |        |        |        |
| 15 de febrero de 2014    | Vevey              | Suiza           | Rocking Chair Club          |        |        |        |
| 16 de febrero de 2014    | Udine              | Italia          | Giovanni Theatre            |        |        |        |
| 15 de marzo de 2014      | Krasnodar          | Rusia           | Arena Hall                  |        |        |        |
| 16 de marzo de 2014      | Rostov-on-Don      | Rusia           | Congress-Hall DGTU          |        |        |        |
| 18 de marzo de 2014      | Vorónezh           | Rusia           | Event Hall                  |        |        |        |
| 20 de marzo de 2014      | San Petersburgo    | Rusia           | A2 Cub                      |        |        |        |
| 21 de marzo de 2014      | Moscú              | Rusia           | Glav Club                   |        |        |        |
| 23 de marzo de 2014      | Nizhni Nóvgorod    | Rusia           | Milo Concert Hall           |        |        |        |
| 25 de marzo de 2014      | Kazán              | Rusia           | KRK Piramida                |        |        |        |
| 26 de marzo de 2014      | Samara             | Rusia           | Philharmonic Hall           |        |        |        |
| 28 de marzo de 2014      | Ufa                | Rusia           | Ogni Ufy                    |        |        |        |
| 29 de marzo de 2014      | Ekaterinburg       | Rusia           | Tele Club                   |        |        |        |
| 31 de marzo de 2014      | Omsk               | Rusia           | Angar                       |        |        |        |
| 2 de abril de 2014       | Krasnoyarsk        | Rusia           | Philharmonic Hall           |        |        |        |
| 3 de abril de 2014       | Novosibirsk        | Rusia           | Otdyh Club                  |        |        |        |
| 5 de abril de 2014       | Jabárovsk          | Rusia           | Platinum Arena              |        |        |        |
| 6 de abril de 2014       | Vladivostok        | Rusia           | Fesco Hall                  |        |        |        |
| 2 de mayo de 2014        | Gothenburg         | Suecia          | Brewhouse                   |        |        |        |
| 3 de mayo de 2014        | Hannover           | Alemania        | Theater am Aegi             |        |        |        |
| 5 de mayo de 2014        | Frankfurt          | Alemania        | Batschkapp                  |        |        |        |
| 6 de mayo de 2014        | Zúrich             | Suiza           | Haerterei Theatre           |        |        |        |
| 8 de mayo de 2014        | Stuttgart          | Alemania        | Theaterhaus                 |        |        |        |
| 9 de mayo de 2014        | Erfurt             | Alemania        | Alte Oper                   |        |        |        |
| 11 de mayo de 2014       | Mainz              | Alemania        | Kurfürstliches Schloss      |        |        |        |
| 12 de mayo de 2014       | Utrecht            | Países Bajos    | Tivoli Club                 |        |        |        |
| 14 de mayo de 2014       | Düsseldorf         | Alemania        | Stahlwerk Club              |        |        |        |
| 15 de mayo de 2014       | Eindhoven          | Países Bajos    | Effenaar Club               |        |        |        |
| 17 de mayo de 2014       | Milán              | Italia          | Teatro della Luna           |        |        |        |
| 19 de mayo de 2014       | Rome               | Italia          | Parco Auditorium            |        |        |        |
| Festivales de verano     |                    |                 |                             |        |        |        |
| 29 de mayo de 2014       | Moscú              | Rusia           | Made in Finland Festival    |        |        |        |
| 31 de mayo de 2014       | Saint Petersburg   | Rusia           | Made in Finland Festival    |        |        |        |
| 8 de junio de 2014       | Leipzig            | Alemania        | Wave Gotik Treffen festival |        |        |        |
| 31 de julio de 2014      | Székesfehérvár     | Hungría         | Fezen Festival              |        |        |        |
| 3 de agosto de 2014      | Wacken             | Alemania        | Wacken Open Air             |        |        |        |
| 10 de agosto de 2014     | Colmar             | Francia         | Colmar Festival             |        |        |        |
| 16 de agosto de 2014     | Dinkelsbuehl       | Alemania        | Summer Breeze Open Air      |        |        |        |
| Europe 3                 |                    |                 |                             |        |        |        |
| 6 de septiembre de 2014  | Trinec             | República Checa | Werk Arena                  |        |        |        |
| 7 de septiembre de 2014  | Pardubice          | República Checa | Čez Arena                   |        |        |        |
| América Latina           |                    |                 |                             |        |        |        |
| 11 de septiembre de 2014 | Belo Horizonte     | Brasil          | BH Music Hall               |        |        |        |
| 13 de septiembre de 2014 | São Paulo          | Brasil          | HSBC Hall                   |        |        |        |
| 14 de septiembre de 2014 | Río de Janeiro     | Brasil          | Circo Voador                |        |        |        |
| 16 de septiembre de 2014 | Rosario            | Argentina       | Club Brown                  |        |        |        |
| 17 de septiembre de 2014 | Córdoba            | Argentina       | Plaza de la Música          |        |        |        |
| 19 de septiembre de 2014 | Buenos Aires       | Argentina       | Teatro Gran Rex             |        |        |        |
| 20 de septiembre de 2014 | Buenos Aires       | Argentina       | Vorterix Theatre            |        |        |        |
| 22 de septiembre de 2014 | Cipolletti         | Argentina       | Meet Dance Club             |        |        |        |
| 23 de septiembre de 2014 | Mendoza            | Argentina       | Auditorio Bustelo           |        |        |        |
| 25 de septiembre de 2014 | Santiago de Chile  | Chile           | Teatro Caupolicán           |        |        |        |
| Europa 4                 |                    |                 |                             |        |        |        |
| 31 de octubre de 2014    | Athens             | Grecia          | Gagarin 205 Klubi           |        |        |        |
| 1 de noviembre de 2014   | Thessaloniki       | Grecia          | Principal Club              |        |        |        |
| 3 de noviembre de 2014   | Sofía              | Bulgaria        | Universiada Hall            |        |        |        |
| 4 de noviembre de 2014   | Bucarest           | Rumania         | Palace Hall                 |        |        |        |
| 6 de noviembre de 2014   | Belgrade           | Serbia          | SKC Club                    |        |        |        |
| 7 de noviembre de 2014   | Bratislava         | Eslovaquia      | Refinery Gallery            |        |        |        |
| 9 de noviembre de 2014   | Kraków             | Polonia         | Klub Studio                 |        |        |        |
| 10 de noviembre de 2014  | Łódź               | Polonia         | Klub Wytwórnia              |        |        |        |
| 12 de noviembre de 2014  | Katowice           | Polonia         | Mega Club                   |        |        |        |
| 13 de noviembre de 2014  | Warsaw             | Polonia         | Palladium                   |        |        |        |
| 15 de noviembre de 2014  | Minsk              | Bielorrusia     | Minsk Sports Palace         |        |        |        |
| 16 de noviembre de 2014  | Vilnius            | Lithuania       | Forum Palace                |        |        |        |
| 17 de noviembre de 2014  | Tallin             | Estonia         | Rock Club                   |        |        |        |
| 19 de noviembre de 2014  | Turku              | Finlandia       | Logomo Gymnasium            |        |        |        |
| 20 de noviembre de 2014  | Hämeenlinna        | Finlandia       | Verkatehdas Club            |        |        |        |
| America del Norte        |                    |                 |                             |        |        |        |
| 3 de septiembre de 2015  | Monterrey          | México          | Iguana Club                 |        |        |        |
| 5 de septiembre de 2015  | Ciudad de México   | México          | Teatro Metropólitan         |        |        |        |
| 3 de septiembre de 2015  | Monterrey          | México          | Iguana Club                 |        |        |        |
| America del Sur          |                    |                 |                             |        |        |        |
| 7 de septiembre de 2015  | San Salvador       | El Salvador     | International Events Center |        |        |        |
| 17 de octubre de 2015    | Recife             | Brasil          | Portuguese Club             |        |        |        |
| 18 de octubre de 2015    | Fortaleza          | Brasil          | Complexo Armazém            |        |        |        |
| 21 de octubre de 2015    | Belo Horizonte     | Brasil          | BH Music Hall               |        |        |        |
| 23 de octubre de 2015    | Salvador           | Brasil          | Barra Hall                  |        |        |        |
| 24 de octubre de 2015    | São Paulo          | Brasil          | HSBC Hall                   |        |        |        |
| 25 de octubre de 2015    | Curitiba           | Brasil          | Vanilla Hall                |        |        |        |
| 28 de octubre de 2015    | Porto Alegre       | Brasil          | Bourbon Country Theatre     |        |        |        |
| 30 de octubre de 2015    | Santiago           | Chile           | Cariola Theatre             |        |        |        |
| 3 de noviembre de 2015   | Comodoro Rivadavia | Argentina       | Auxiliadora Theatre         |        |        |        |
| 7 de noviembre de 2015   | Tucumán            | Argentina       | Mercedes Sosa Teatro        |        |        |        |
| 8 de noviembre de 2015   | Salta              | Argentina       | Provincial Teatro           |        |        |        |
| 11 de noviembre de 2015  | La Plata           | Argentina       | Opera Hall                  |        |        |        |
| 13 de noviembre de 2015  | Montevideo         | Uruguay         | Music Box                   |        |        |        |
| 14 de noviembre de 2015  | Buenos Aires       | Argentina       | Malvinas Argentinas         |        |        |        |